# GJ 504b
GJ 504b (também conhecido como Gliese 504 b) é um exoplaneta que orbita a estrela 59 Virginis (GJ 504), a aproximadamente 57 anos-luz da Terra, na constelação de Virgem.
Com massa quatro vezes maior que a de Júpiter, o planeta tem uma temperatura de cerca de 237°C e cerca de 160 milhões de anos de idade. Apresenta uma cor rosada, por integrar um sistema estelar jovem, que ainda mantém a maior parte do calor de sua formação e, portanto, também o brilho infravermelho.